# دهستان گهرباران جنوبی
دهستان گهرباران جنوبی یکی از دهستان‌های شهرستان میان‌دورود در استان مازندران ایران است. این دهستان در بخش گهرباران قرار دارد و براساس سرشماری مرکز آمار ایران در سال ۱۳۹۵، جمعیت آن ۵٬۶۸۹ نفر (در ۱٬۹۳۳ خانوار) بوده‌است.